# Christuskirche (Stützerbach)

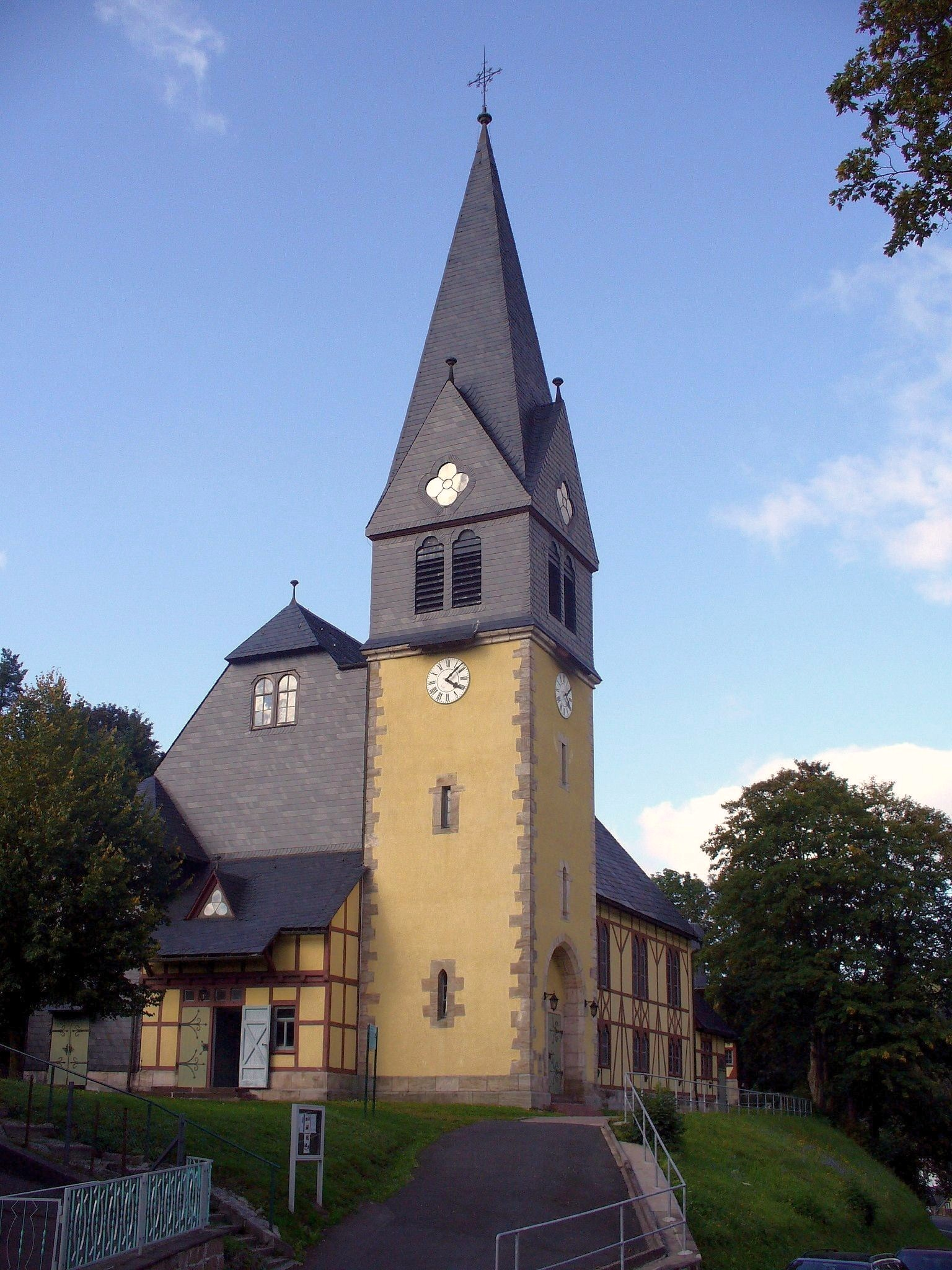
Die Christuskirche

Die evangelische Christuskirche steht in Stützerbach, einem Ortsteil Ilmenaus, im Ilm-Kreis in Thüringen. Die Kirchgemeinde gehört zum Kirchenkreis Arnstadt-Ilmenau in der Evangelischen Kirche in Mitteldeutschland.

## Geschichte
Die Geschichtsschreiber und Heimatforscher haben herausgefunden, dass 1570 eine Siedlung im „Stützerbach“ existiert hat, die bereits 1585 durch einen provisorischen Teilungsvertrag gespalten wurde. Dieser hennebergische Vertrag wurde 1660 rechtskräftig. Seitdem stand das Amt Ilmenau und mit ihm der weimarische Teil von Stützerbach unter Weimarischer Herrschaft, während die andere Seite des Ortes nach wechselnder Zugehörigkeit schließlich 1815 mit den Ämtern Schleusingen und Suhl nach Preußen fiel.
Die unselige deutsche Kleinstaaterei und die damit verbundene kirchliche Zersplitterung verschonte auch das Dorf Stützerbach nicht. Als Folge brachte die Zukunft Stützerbach alles doppelt, darunter auch zwei Kirchen, zwei Pfarrhäuser und zwei Friedhöfe.
Die Auswirkungen waren zum Teil grotesk. Die zuständige Kirche für die Bewohner der preußischen Seite stand in Frauenwald. Die Stützerbacher mussten sich also, wollten sie den Sonntagsgottesdienst besuchen, etwa 1,5 Stunden auf den beschwerlichen Weg nach Frauenwald begeben. Auch die Toten wurden auf dem Friedhof in Frauenwald beigesetzt.
Es soll sogar vorgekommen sein, dass bei sehr strengem Winter der Sarg mit dem Toten am Ortsausgang abgesetzt wurde. Die Überführung erfolgte, wenn die Wege wieder begehbar waren.
Dabei gab es doch im weimarischen Stützerbach sowohl eine Kirche als auch einen Friedhof, wo man die Toten zur Ruhe betten konnte.
Das politische Stützerbach wurde 1946 vereinigt. Die Kirche ging diesen Weg erst 1990 und gehört nun vereinigt zur Evangelischen Kirche der Kirchenprovinz Sachsen.

## Der Vorgängerbau (1767–1901)
Bis 1767 hatte die preußische Seite Stützerbachs keine eigene Kirche. Zum sonntäglichen Gottesdienst, Taufen, Hochzeiten oder Beerdigungen musste die gläubige Gemeinde nach Frauenwald laufen. Nach viel Schriftverkehr und langer Zeit des Wartens, wurde 1767 die alte Christuskirche eingeweiht. 

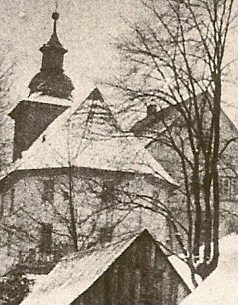
Vorgängerbau Christuskirche 1767

Eine kleine Dorfkirche mit einem kleinen Turm. Darin befanden sich jedoch keine Kirchenglocken, diese waren im Glockenhaus neben der Kirche untergebracht.

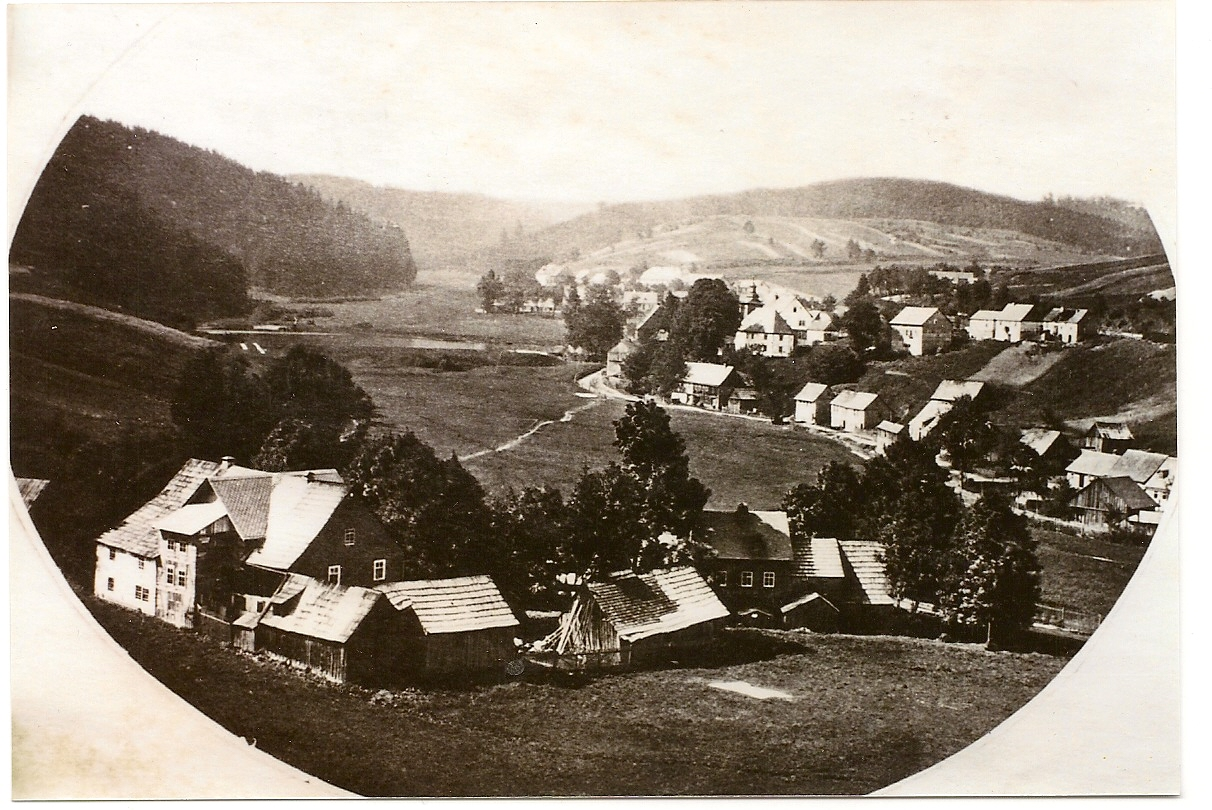
Blick auf die preußische Ortshälfte mit der alten Christuskirche

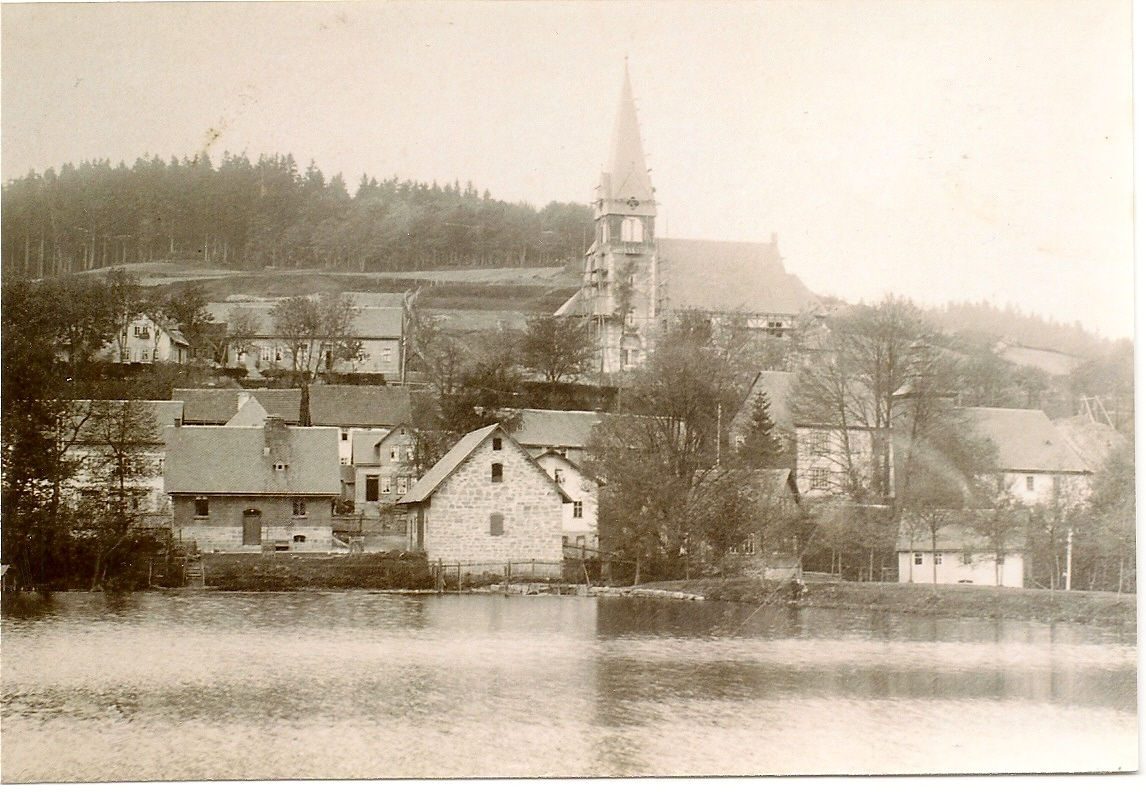
Neue Christuskirche im Bau

Als die Kirche um 1895 zu klein und baufällig wurde, wurde ein größerer Neubau geplant.
1899 kam die Zustimmung des Landesbischof unter der Bedingung, die neue Kirche müsse mindestens 600 Sitzplätze bieten und jederzeit erweiterbar sein.
1901 fand am 18. August der letzte Gottesdienst in der alten Christuskirche statt. Direkt im Anschluss der Entweihung, zog die Gemeinde in die neue Christuskirche feierlich ein und weihten ihr Gotteshaus.

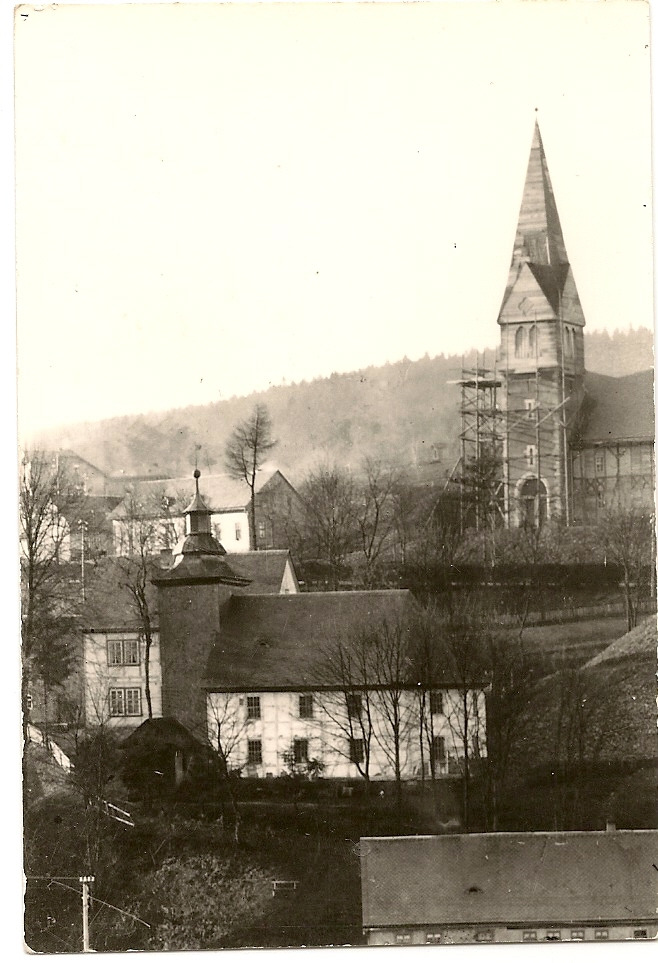
Kurz vor der Fertigstellung 1901

## Die neue Christuskirche (1901–heute)
Die Innengestaltung der Christuskirche hat sich im Laufe der Jahre sehr verändert.
1901 geweiht als komplett bemalte und ausgestaltete Kirche, wurde in den 1970er Jahren die Kirche nach und nach zu einer weißen Hallenkirche.

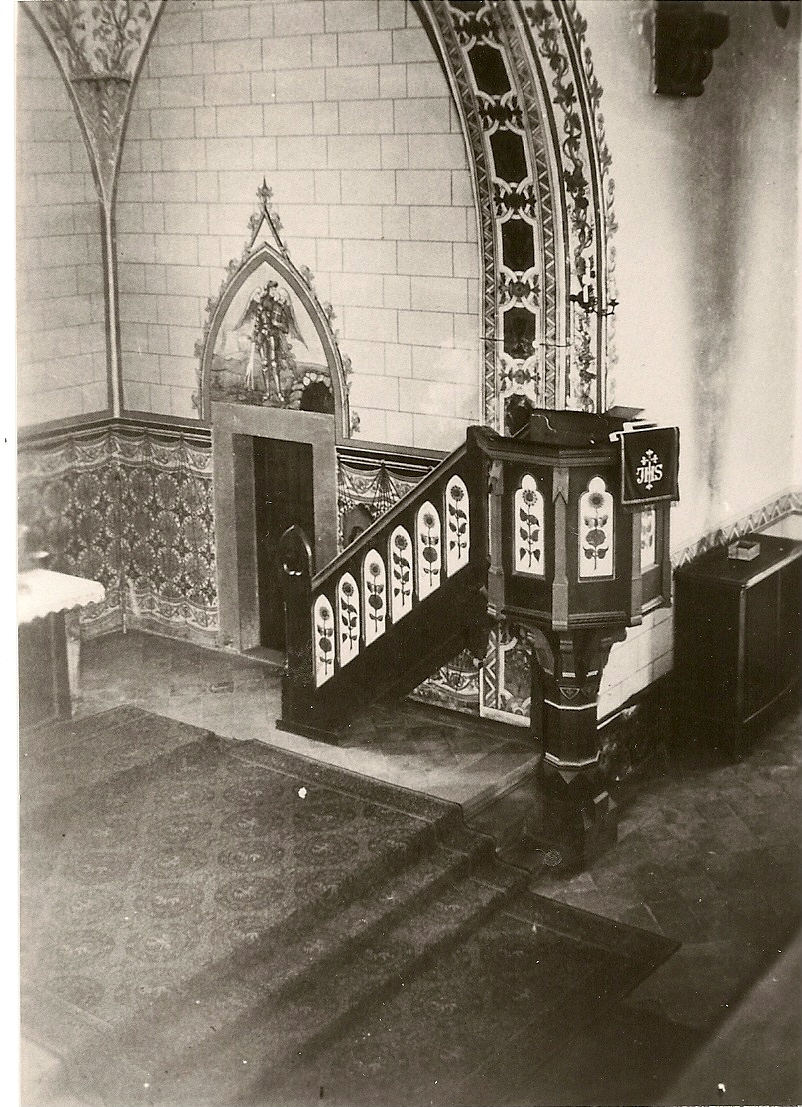
Altarraumgestaltung 1901–1970
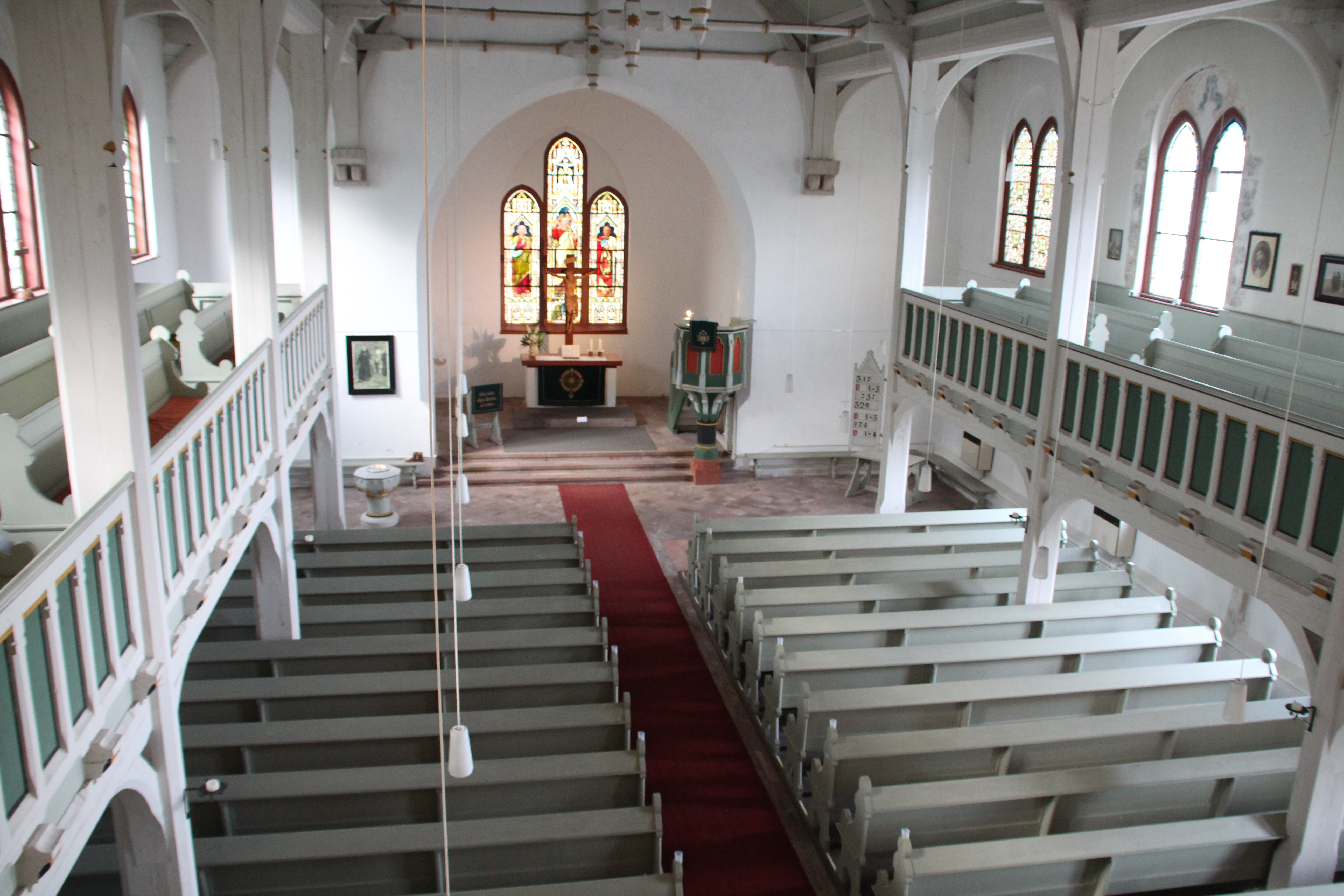
Innenansicht des Kirchenschiffs heute, aus Sicht der Orgelempore

## Die Kühn-Orgel
Die Disposition lautet:
| I. Manual C–f³ |            |     |
| 1.             | Bourdun    | 16′ |
| 2.             | Prinzipal  | 08′ |
| 3.             | Hohlflöte  | 08′ |
| 4.             | Gemshorn   | 08′ |
| 5.             | Oktave     | 08′ |
| 6.             | Quintatön  | 04′ |
| 7.             | Nachthorn  | 02′ |
| 8.             | Mixtur III |     |
| 9.             | Trompete   | 08′ |

| II. Manual C–f³ |                 |       |
| 10.             | Geigenprinzipal | 8′    |
| 11.             | Gedackt         | 8′    |
| 12.             | Flöte           | 4′    |
| 13.             | Oktave          | 2′    |
| 14.             | Sifflöte        | 1 ⁄3′ |

| Pedal C-d1 |            |     |
| 15.        | Subbass    | 16′ |
| 16.        | Violonbass | 16′ |
| 17.        | Oktavbass  | 08′ |
| 18.        | Flötenbass | 08′ |
| 19.        | Cello      | 08′ |

- Koppeln:

Normalkoppeln: II/I, I/P, II/P
Superoktavkoppel: I/I

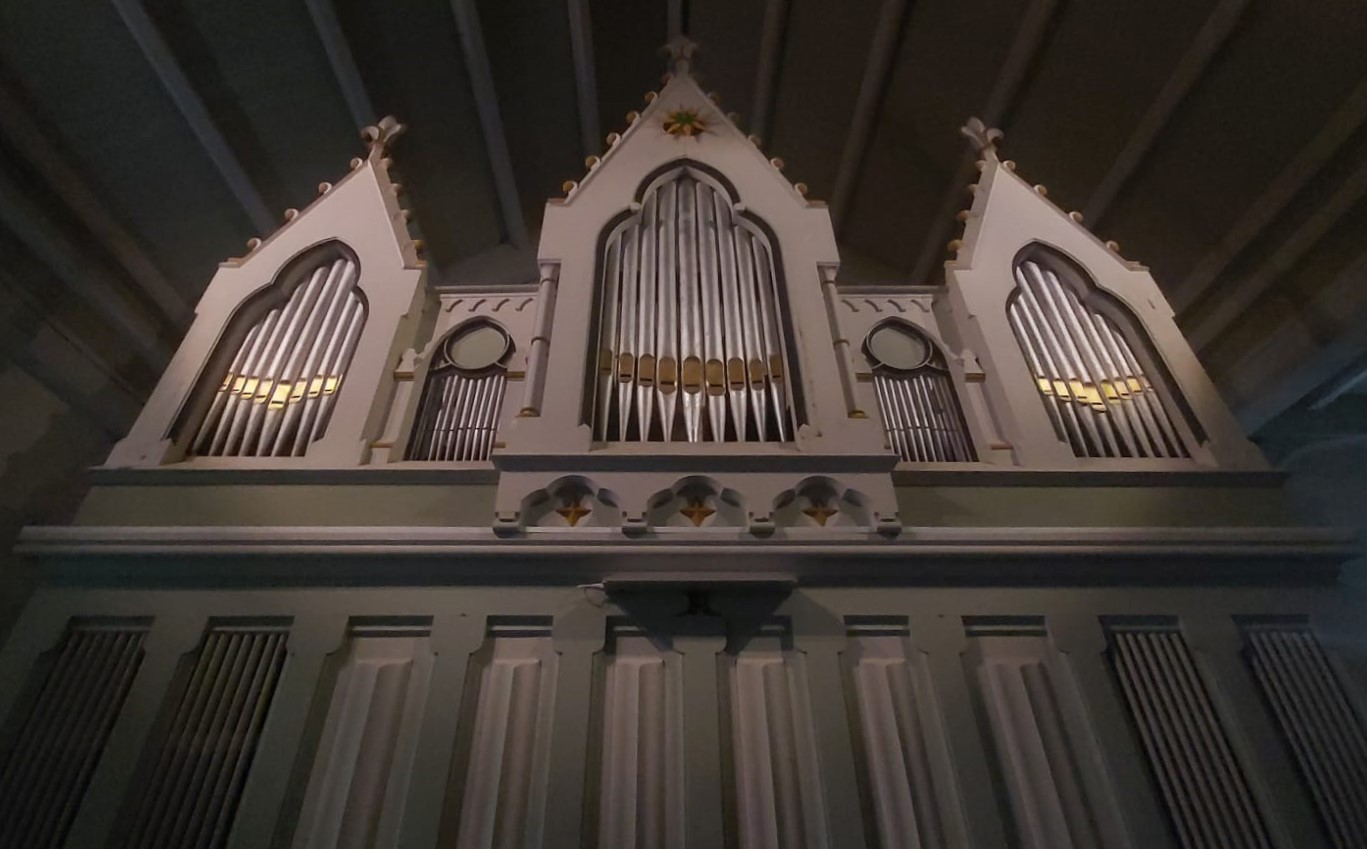
Kühn-Orgel von 1901 mit 19 klingenden Registern verteilt auf zwei Manuale und Pedal

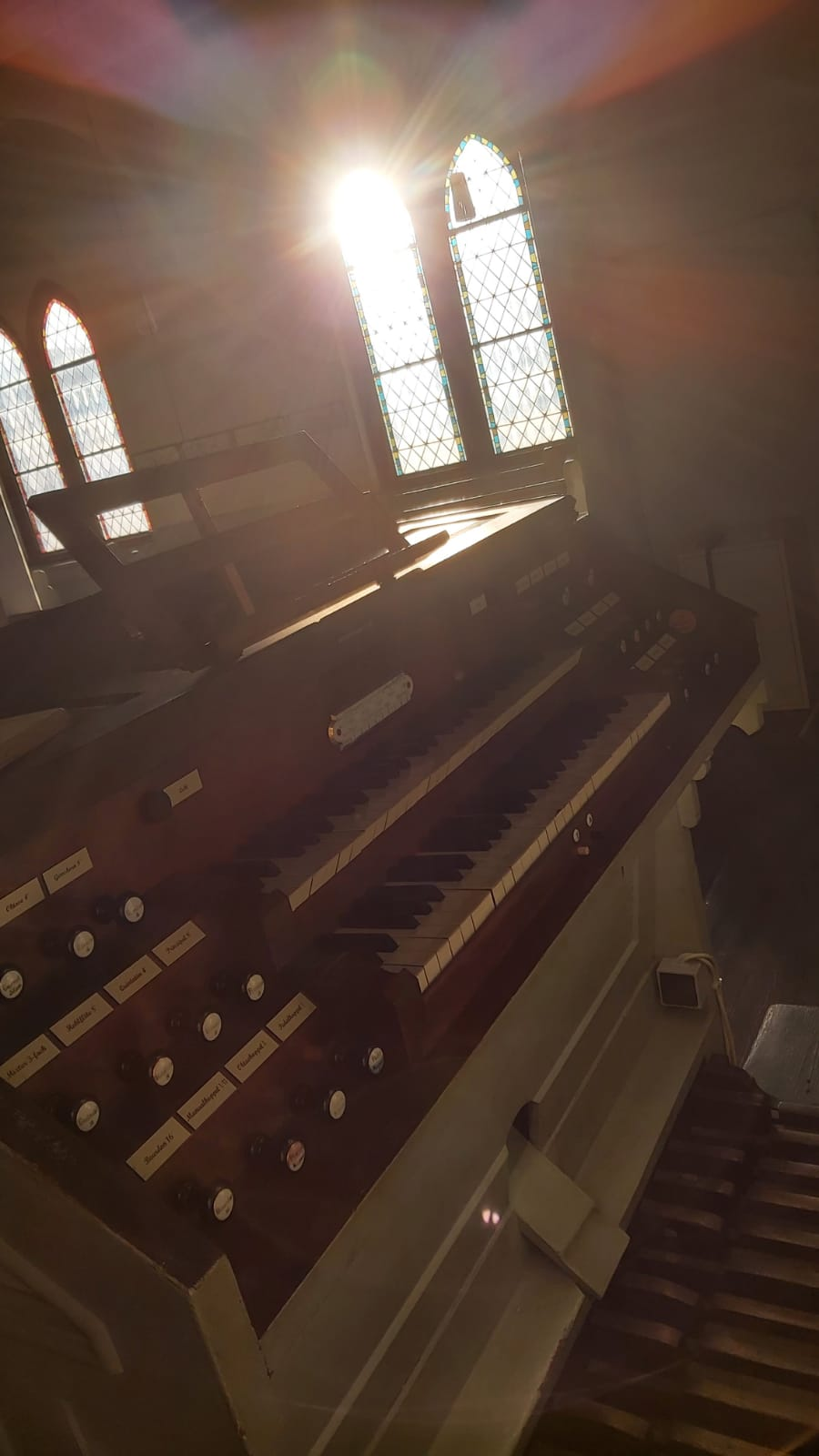
Spieltisch der Kühn-Orgel

- Spielhilfen: Tutti, Registerschweller
- Effektregister: Zimbelstern